# II. třída okresu Pelhřimov
II. třída okresu Pelhřimov (Okresní přebor II. třídy) patří společně s ostatními druhými třídami mezi osmé nejvyšší fotbalové soutěže v Česku. Je řízena Okresním fotbalovým svazem Pelhřimov. Hraje se každý rok od léta do jara se zimní přestávkou. Účastní se jí 14 týmů z okresu Pelhřimov, každý s každým hraje jednou na domácím hřišti a jednou na hřišti soupeře. Celkem se tedy hraje 26 kol. Vítězem se stává tým s nejvyšším počtem bodů v tabulce a postupuje do I.B třídy kraje Vysočina - skupiny B. Celkový počet sestupujících je ovlivněn počtem sestupujících z I.B třídy kraje Vysočina – skupiny B. Do II. třídy vždy postupuje vítězný a druhý tým z III. třídy.

## Vítězové
| Ročník    | Vítězný tým                      |
| --------- | -------------------------------- |
| 2002/2003 | FK Pelhřimov „B“                 |
| 2003/2004 | TJ Slavoj Pacov „B“              |
| 2004/2005 | FC Ústrašín                      |
| 2005/2006 | SK Jiřice                        |
| 2006/2007 | TJ Spartak Počátky               |
| 2007/2008 | FK Pelhřimov „B“                 |
| 2008/2009 | SK Horní Cerekev                 |
| 2009/2010 | TJ Slavoj Pacov „B“              |
| 2010/2011 | TJ Sokol Košetice                |
| 2011/2012 | Start Nový Rychnov               |
| 2012/2013 | SK Jiřice                        |
| 2013/2014 | Rovnost Budíkov                  |
| 2014/2015 | FC Maraton Pelhřimov             |
| 2015/2016 | SK Horní Cerekev                 |
| 2016/2017 | Start Nový Rychnov               |
| 2017/2018 | FC Maraton Pelhřimov             |
| 2018/2019 | TJ Tatran Červená Řečice         |
| 2019/2020 | FC Maraton Pelhřimov             |
| 2020/2021 | FC Maraton Pelhřimov             |
| 2021/2022 | FK Maraton Pelhřimov „B“         |
| 2022/2023 | TJ Slovan Kamenice nad Lipou „B“ |
| 2023/2024 |                                  |